# Josef Podlaha

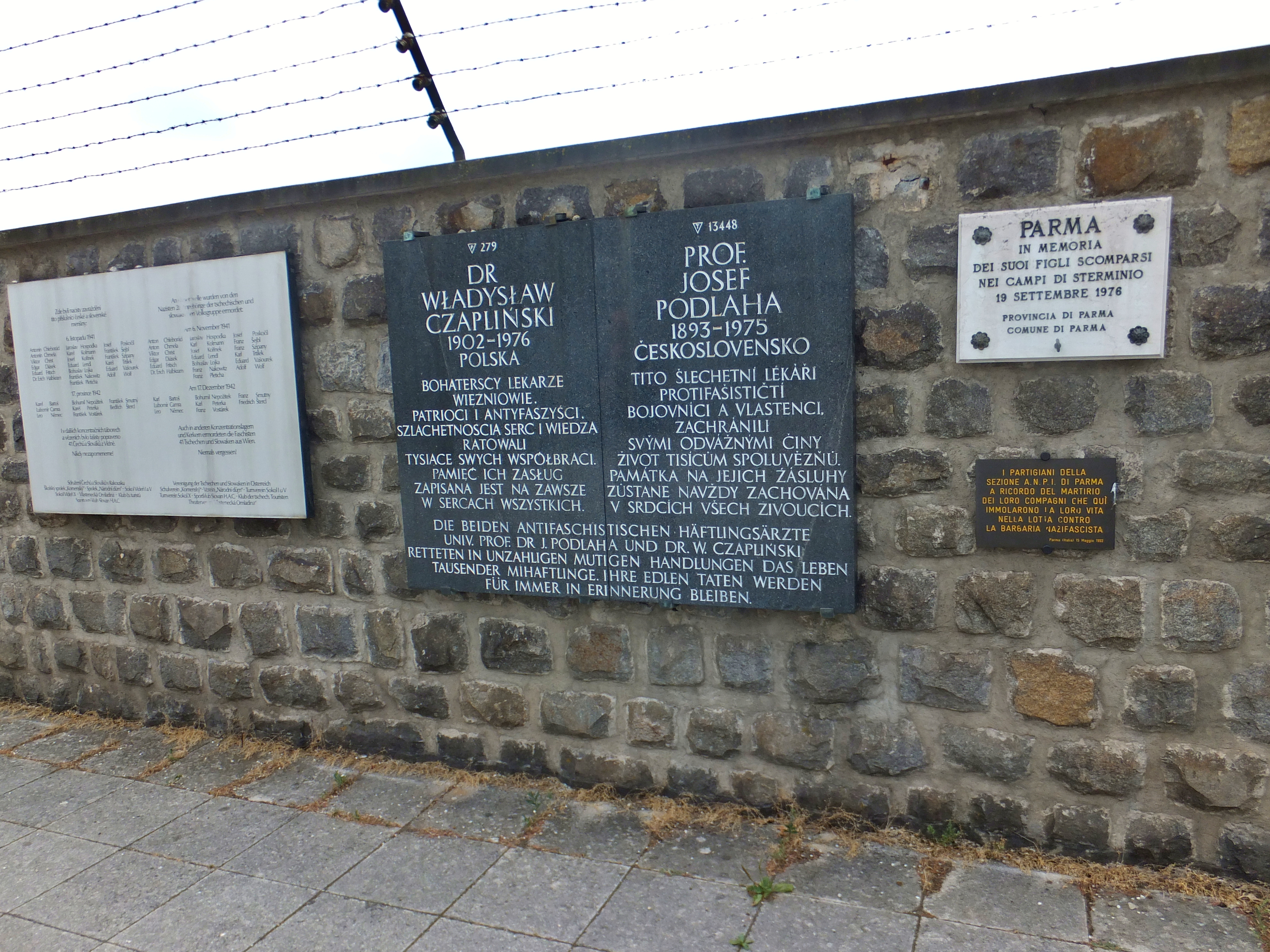
Pamětní deska věnovaná lékařům Władysłlawu Czaplińskému a Josefu Podlahovi v koncentračním táboře Mauthausen

Josef Podlaha (13. února 1893 Záhoří – 18. listopadu 1975 Brno) byl český chirurg, primář chirurgického oddělení zemských nemocnic v Olomouci a v Brně, dlouholetý přednosta brněnské chirurgické kliniky a v letech 1945–1947 děkan Lékařské fakulty Masarykovy univerzity v Brně.
V roce 1905 nastoupil na gymnázium v Jindřichově Hradci, které úspěšně absolvoval v roce 1913. Poté byl přijat na Lékařskou fakultu Univerzity Karlo-Ferdinandovy v Praze. Na ní promoval 19. prosince 1918.
Dne 19. ledna 1921 se oženil se zubní lékařkou Terezií Freundovou (1897–1967), se kterou měl dva syny, Pavla (1923–2000) a Jiřího (1924–2006), kteří se rovněž stali lékaři.
V době německé okupace se zapojil do odbojové organizace Obrana národa. Byl zatčen 27. listopadu 1941, poté vězněn v Kounicových kolejích v Brně a od 3. února 1942 do 1. června 1945 v Koncentračním táboře Mauthausen.
První měsíce byl nasazen v kamenolomu s ostatními profesory a docenty z brněnského transportu. Jeden z příslušníků SS měl perforovaný vřed žaludku. Jeden z lékařů SS věděl, jakou kapacitu mají v dolech a nechal poslat jednoho kápa pro pana Profesora. Ten zachránil Esesákovi život. Dostal týden „dovolené“ a stal se prvním lékařem z řad vězňů, kteří mohli ošetřovat nejen personál, ale i vězně. Učili se od něj esesáci lékaři, kteří měli jen tři roky školy a neovládali ani základní anatomii, natož chirurgii. Byl následně v roce 1943 přeřazen do Gussenu a v roce 1944 zase zpět do Mauthausenu. Zachránil nespočet vězňů.
Jeho manželka byla v roce 1942 deportována do Terezína, kde se dočkala osvobození.
Zemřel 18. listopadu 1975 v Brně. Je pohřben na brněnském ústředním hřbitově.